# Ophioglossum unifolium
Ophioglossum unifolium là một loài dương xỉ trong họ Ophioglossaceae. Loài này được Gilib. mô tả khoa học đầu tiên năm 1792.
Danh pháp khoa học của loài này chưa được làm sáng tỏ. 